# Catocala eutychea
Catocala eutychea és una espècie de papallona nocturna de la subfamília Erebinae i la família Erebidae. Es troba a les parts orientals de la Mediterrània, especialment als Balcans.
Hi ha una generació per any. Els adults volen de juny a agost. Les larves s'alimenten de Quercus coccifera.